# بوتسوو
بوتسوو (به آلمانی: Butzow) یک شهر در آلمان است که در فرپومرن-گرایفسوالد واقع شده‌است. بوتسوو ۴۴۴ نفر جمعیت دارد.